# Marimerobius splendens
Marimerobius splendens là một loài côn trùng trong họ Protomeropidae thuộc bộ Trichoptera. Loài này được Zalessky miêu tả năm 1946.